# Liste des membres yukonnais de l'Ordre du Canada
Pour un article plus général, voir Ordre du Canada.
- Montague E. Alford
- Douglas L.D. Bell
- Ellen Bruce
- Gordon Irwin Cameron
- Charlie Peter Charlie
- Ione J. Christensen
- William Archibald Dunbar
- Hilda Alice Hellaby
- Rolf B. Hougen
- Alan K. Innes-Taylor
- Katie Johnson
- Edith Josie
- Sandra Christine Journeaux-Henderson
- Pearl Keenan
- Mary Rose McCulloch
- Audrey McLaughlin
- Jean-Marie Mouchet
- Annie Ned
- Richard Parsons (Dick) North
- James I. (Jim) Robb
- Sheila Rose
- Josephine (Josie) Sias
- Angela Sidney
- Elijah E. Smith
- James M. Smith
- Charles Drury Taylor
- Alex Van Bibber
- Florence E. Whyard